# Nicolas Bourbaki
N. Bourbaki o Nicolas Bourbaki és el pseudònim que va adoptar un grup de matemàtics majoritàriament francesos fundat l'any 1935 amb l'objectiu d'escriure textos de matemàtica avançada moderna i que van començar a ser publicats poc després.
Impulsat per André Weil, el grup fundador incloïa Jean Delsarte, Henri Cartan, Jean Coulomb, René de Possel, Jean Dieudonné, Charles Ehresmann, Claude Chevalley i Szolem Mandelbrojt. L'objectiu inicial del grup era la redacció d'un tractat d'anàlisi. Tanmateix acabaren redactant un monumental tractat, els Éléments de mathématique, una presentació d'una gran part dels fonaments de les matemàtiques, basada en el mètode axiomàtic i el concepte d'estructura. El primer volum de l'obra aparegué el 1939, i, a hores d'ara, la darrera publicació del tractat ha sortit a la llum l'any 2012. Els Éléments han tingut una influència notable en l'evolució i l'ensenyament de les matemàtiques a la segona meitat del s. XX.
L'any 1952 Bourbaki es constituí en associació, l'Association des Collaborateurs de Nicolas Bourbaki. El grup s'ha anat renovant constantment, per bé que la seva composició és secreta. A banda de la redacció dels Éléments, l'activitat més coneguda del grup és la celebració d'un seminari periòdic a París, el Séminaire Bourbaki.

## Història
Amb l'objectiu de fonamentar totes les matemàtiques axiomàticament a partir de la teoria de conjunts, van lluitar per una major presència del rigor i la generalitat del que era corrent en aquesta disciplina. Això va portar a crear molta terminologia i notació completament nova. El seu impacte sobre l'evolució de la matemàtica contemporània ha estat gran i des dels anys 1950 es pot dir que la seva exigència de rigor i formalisme ha estat universalment acceptada per la comunitat matemàtica.
Encara que N. Bourbaki és un personatge fictici, el grup Bourbaki és conegut, des de fa uns anys, quan tots els seus fundadors ja han mort, com a Association des collaborateurs de Nicolas Bourbaki (Associació de col·laboradors de Nicolas Bourbaki), que disposa d'una oficina a l'École Normale Supérieure de París. Avui dia, N.Bourbaki és un nom respectat, però inicialment fou pensat com una broma davant la comunitat científica. Durant uns anys es creia que N. Bourbaki realment existia. El nom dels seus veritables components, que han anat canviant al llarg del temps, així com la seva organització interna es guarda com un secret. Només se sap que en arribar als cinquanta anys, els seus membres han d'abandonar el grup.
Segons reconeixen Henri Cartan i André Weil, l'origen del grup va ser una conversa que van mantenir ells dos el 1934 quan eren professors a la Universitat d'Estrasburg en la que van decidir escriure un llibre sobre Anàlisi matemàtica, ja que els llibres existents aleshores no els satisfeien. Els congressos Bourbaki se celebraven durant l'estiu, quan els seus membres gaudien de vacances. El congrés fundacional va tenir lloc el 1935 a Besse en Chandesse (Alvèrnia, França). El segon congrés s'havia previst fer a El Escorial l'any 1936, però l'esclat de la Guerra Civil Espanyola ho impedí.
Actualment el grup reconeix que els seus fundadors foren Henri Cartan, Claude Chevalley, Jean Coulomb, Jean Delsarte, Jean Dieudonné, Charles Ehresmann, René de Possel, Szolem Mandelbrojt i André Weil, tots ells deixebles de l'École Normale Supérieure, excepte Mandelbrojt. Sembla que també foren presents durant la seva formació els matemàtics Jean Leray i Paul Dubreil. A més, és sospita que altres matemàtics importants del segle XX han format part del grup en algun moment de la seva història. Entre ells s'acostumen a citar Laurent Schwartz, Jean-Pierre Serre, Alexander Grothendieck, Samuel Eilenberg, Serge Lang, Jean-Louis Koszul, Roger Godement, Armand Borel, Adrien Douady, Pierre Cartier, John Tate, Pierre Samuel…

## ElsElements de matemàtica(Eléments de Mathématique)
L'elecció del títol de la seva obra ja era una declaració de principis: amb Eléments feien referència als Elements d'Euclides, una obra exposada en forma axiomàtica; mentre que amb Mathématique (en singular) reivindicaven l'absoluta unitat de la disciplina.
Des dels primers congressos Bourbaki, es va establir el pla de treball, que havia de constar de 10 llibres (amb els volums que fossin necessaris per a cadascun):
- Llibre 1: Téorie des ensembles (teoria de conjunts), 1 volum publicat el 1970.
- Llibre 2: Algèbre (àlgebra), 5 volums publicats entre 1959 i 1980
- Llibre 3: Topologie générale (topologia general), 2 volums publicats el 1971 i el 1974
- Llibre 4: Fonctions d'une variable réelle (funcions d'una variable real), 1 volum publicat el 1976
- Llibre 5: Espaces vectoriels topologiques (espais vectorials topològics), 1 volum publicat el 1981
- Llibre 6: Integration (integració), 5 volums publicats entre 1959 i 1969
- Llibre 7: Algèbre commutative (àlgebra commutativa), 4 volums publicats entre 1964 i 1998
- Llibre 8: Variétés différentielles et analytiques (varietats diferencials i analítiques), només publicat en la forma de "fascicles de resultats", volum publicat el 1967
- Llibre 9: Groupes et algèbres de Lie (grups de Lie i àlgebres de Lie), 5 volums publicats entre 1968 i 1982
- Llibre 10: Théories spectrales (teoria espectral), 1 volum publicat el 1967

Cadascun dels llibres conté una o diverses notes històriques; aquestes es van publicar posteriorment en forma de llibre amb el títol d'Eléments d'histoire des mathématiques el 1974.
Entre la terminologia aportada per Bourbaki es poden citar les paraules partició, injectiu, suprajectiu, bijectiu, bola, la noció d'estructura algebraica i nombrosa notació com els símbols ∀, ∃, ∅.
Article detallat dels "Elements de matemàtica"

## La"mort"de Bourbaki
L'esperit, en certa froma dadaïsta, del Col·lectiu Bourbaki es va traspassar a altres col·lectius avantguardistes francesos de l'època, entre els quals estava el grup Oulipo (OUvroir de LIttérature POtentielle). Se suposa que un dels seus membres, Jacques Roubaud (també matemàtic ell mateix), va ser l'autor de l'epigrama amb el que es comunicava la mort de Nicolas Bourbaki, en els següents termes:
Les famílies Cantor, Hilbert i Noether,
Les famílies Cartan, Chevalley, Dieudonné i Weil,
Les famílies Bruhat, Dixmier, Samuel i Schwartz,
Les famílies Cartier, Grothendieck, Malgrange i Serre,
Les famílies Demazure, Douady, Giraud i Verdier,
Les famílies filtrants a dreta i els epimorfismes estrictes,
Les senyoretes Adèle i Idèle,
tenen el disgust de comunicar-vos el decés del senyor Nicolas Bourbaki, el seu pare, germà, fill, net, besnet i besnebot respectivament, piament mort el dia 11 de novembre de 1968, aniversari de la victòria, al seu domicili de Nancago. La cremació tindrà lloc el dissabte 23 de novembre de 1968 a les 15:00 hores al Cementiri de les Funcions Aleatòries, metro Màrkov i Gödel.
La reunió es farà davant del bar "Als productes directes", plaça de les Resolucions Projectives, antigament plaça Koszul.
D'acord amb la voluntat del difunt, se celebrarà una missa a Nostra Senyora dels Problemes Universals, oficiada per sa eminència Aleph-sub-u, amb la presència de tots els representants de les classes d'equivalència i dels cossos (algebraicament tancats) constituïts. S'observarà un minut de silenci pels alumnes de les Escoles Normals Superiors i per les Classes de Chern.
Perquè Dèu és el compacte d'Alexandroff del Univers. Grothendieck, IV, 22.